# Point of Entry
Point of Entry – siódmy album zespołu Judas Priest. Został wydany w 1981 roku nakładem wytwórni Columbia Records.
Pomimo tego, że płyta nie jest tak popularna, jak inne klasyczne albumy Judas Priest, zespół wciąż gra na koncertach utwory z niej, jak na przykład "Hot Rockin'", "Heading Out To The Highway" czy "Desert Plains". 
Za okładkę płyty odpowiedzialny jest Polak, Rosław Szaybo.
W 2001 roku album został zremasterowany i dodano do niego 2 utwory bonusowe: "Thunder Road z sesji do Ram It Down i "Desert Plains(live)" nagrane w trasie.

## Lista utworów
Lista utworów z 1981
1. "Heading Out to the Highway" - 3:47
2. "Don't Go" - 3:18
3. "Hot Rockin'" - 3:17
4. "Turning Circles" - 3:42
5. "Desert Plains" - 4:36
6. "Solar Angels" - 4:04
7. "You Say Yes" - 3:29
8. "All The Way" - 3:42
9. "Troubleshooter" - 4:00
10. "On The Run" - 3:47

Lista utworów z 2001
1. "Heading Out to the Highway" - 3:47
2. "Don't Go" - 3:18
3. "Hot Rockin'" - 3:17
4. "Turning Circles" - 3:42
5. "Desert Plains" - 4:36
6. "Solar Angels" - 4:04
7. "You Say Yes" - 3:29
8. "All The Way" - 3:42
9. "Troubleshooter" - 4:00
10. "On The Run" - 3:47
11. "Thunder Road" - 5:10
12. "Desert Plains(live)" - 5:03

## Twórcy
- Rob Halford - wokal
- K.K. Downing - gitara
- Glenn Tipton - gitara
- Ian Hill - gitara basowa
- Dave Holland - perkusja